# SLNS Sagara
SLNS Sagara  (Sagara nghĩa là: Biển) là một tàu tuần tra thuộc biên chế Hải quân Sri Lanka. Tàu nguyện là CGS Varaha (41), tàu tuần tra thuộc lớp Vikram của Tuần duyên Ấn Độ, chuyển giao cho Sri Lanka vào năm 2006 và đã bàn giao cho Hải quân Sri Lanka vào năm 2015

## Thông số kỹ thuật
Lớp này dài 97m, rộng 15m, mớn nước 3,6m và có lượng giãn nước 2140 tấn. Nó có khả năng vận tốc tối đa 26 hải lý/giờ với phạm vi 5.000 hải lý với tốc độ tuần tra từ 12 đến 14 hải lý/giờ. Lớp này sẽ được trang bị súng trường 30mm, hai khẩu súng máy hạng nặng 12,7mm với hệ thống kiểm soát hỏa lực, trực thăng cho các nhiệm vụ điều hành, giám sát, tìm kiếm và cứu hộ khác nhau. Ngoài ra, nó còn có radar hiện đại, hệ thống dẫn đường và thông tin. Nó đã được thiết kế bản địa và đã trải qua chứng nhận kép từ Cục Vận tải Hoa Kỳ và Cục Đăng ký Vận tải Ấn Độ. Các tàu sẽ được giao nhiệm vụ kiểm soát các vùng hàng hải, kiểm soát và giám sát, tìm kiếm và cứu nạn, đáp ứng ô nhiễm, chống buôn lậu và chống sao chép lậu tại các khu kinh tế của đất nước.

## Hoạt động
Từ năm 2006, SLNS Sagara được giao nhiệm vụ tuần tra biển cả ở lãnh hải Sri Lanka và vùng biển quốc tế để ngăn chặn buôn lậu vũ khí đang diễn ra bởi Những con hổ giải phóng Tamil trong Cuộc Nội chiến ở Sri Lanka. Trong những giai đoạn sau chiến tranh sau khi được cải tạo lại ở Ấn Độ, "Sagara", cùng với các tàu tuần tra khác của Hải quân Sri Lanka, đã có thể đánh chặn thành công một số tàu buôn lậu vũ khí cho Những con hổ giải phóng Tamil. Trong tất cả các trường hợp này, các tàu bị đánh chìm khi họ tấn công tàu hải quân của Những con hổ giải phóng Tamil bằng súng cối.

## CGSVaraha
Được ủy nhiệm vào ngày 11 tháng 3 năm 1992, CGS "Varaha" (41) đã phục vụ với Lực lượng Cảnh sát Bờ biển Ấn Độ cho đến khi được Sri Lanka thuê. Tháng 8 năm 2015, Sri Lanka mua tàu để sử dụng lâu dài.